# Ганс Вельперт
Ганс Вельперт (нім. Hans Wölpert, 13 травня 1898 — 1 січня 1957) — німецький важкоатлет.
Срібний призер Олімпійських Ігор 1932 року в категорії до 60 кг, бронзовий призер 1928 року в категорії до 60 кг.